# Cherrocrius bruchi
Cherrocrius bruchi is een keversoort uit de familie Vesperidae. De wetenschappelijke naam van de soort werd voor het eerst geldig gepubliceerd in 1898 door Berg.